# Narcissus perezlarae
Narcissus perezlarae és una espècie de planta bulbosa de la família de les amaril·lidàcies (amaryllidaceae) i únic membre del gènere Narcissus de la secció Perezlarae. És originària del sud de la península Ibèrica.

## Taxonomia
Narcissus perezlarae va ser descrita pel botànic (taxònom i fitogeògraf) així com farmacèutic i químic català, Pius Font i Quer i publicat a Boletin de la Real Sociedad Española de Historia Natural, Actas 27: 44, a l'any 1927.
Etimologia
Narcissus nom genèric que fa referència del jove narcisista de la mitologia grega Νάρκισσος (Narkissos) fill del déu riu Cefís i de la nimfa Liríope; que es distingia per la seva bellesa.
El nom deriva de la paraula grega: ναρκὰο, narkào (= narcòtic) i es refereix a l'olor penetrant i embriagant de les flors d'algunes espècies (alguns sostenen que la paraula deriva de la paraula persa نرگس i que es pronuncia Nargis, que indica que aquesta planta és embriagadora).
perezlarae: epítet atorgado en honor del botànic espanyol José María Pérez Lara.
Sinonímia
- Carregnoa × dubia Pérez Lara
- Tapeinanthus dubius K.Richt[2]

Híbrid
És un híbrid naturalitzat que està format per Narcissus cavanillesii Barra & G.López × Narcissus miniatus L. Hi ha diverses poblacions híbrides aïllades al País Valencià sense la presència dels seus parentals